# سسکک کمرنگ
سسکک کمرنگ (نام علمی: Prinia somalica) نام یک گونه از سرده سسکک است.